# Collothecaceae
Collothecaceae är en ordning av hjuldjur som beskrevs av Harry K. Harring 1913. Collothecaceae ingår i klassen Monogononta, fylumet hjuldjur och riket djur.

## Bildgalleri

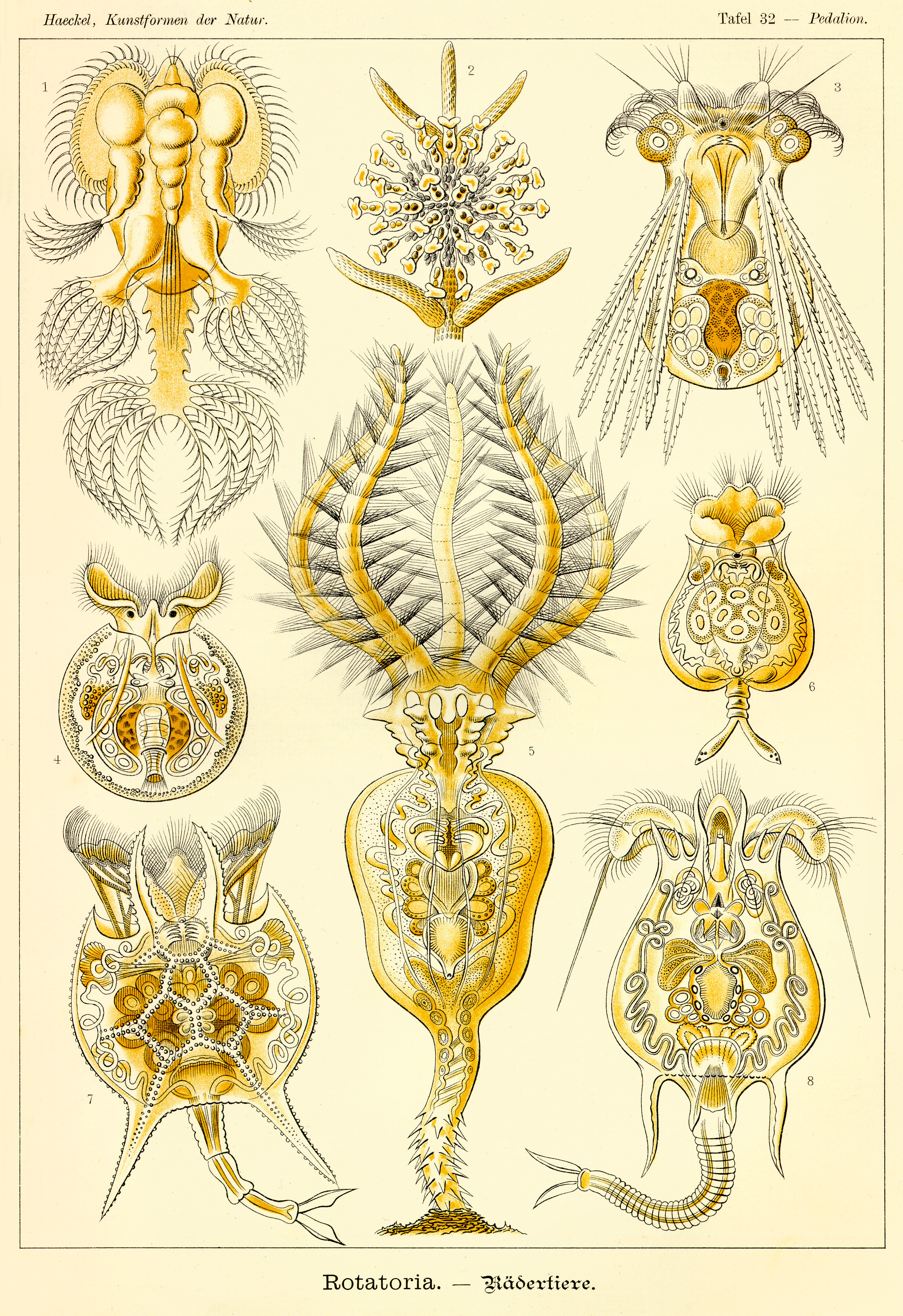